# Curt Bloch
Curt Bloch (Dortmund, 9 november 1908 – New York, 14 februari 1975) was een Duitse Jood die tijdens de Tweede Wereldoorlog ondergedoken zat in Nederland. Vanuit zijn schuilplaats bracht hij wekelijks Het Onderwater Cabaret uit, een handgeschreven satirisch tijdschrift waarin hij de spot dreef met de nazi’s.

## Leven

### Jonge jaren in Duitsland
Bloch, geboren als Kurt David Bloch, was het oudste kind van Paula en Siegfried Bloch, beiden afkomstig uit het Duitse Kassel. Vader Siegfried, een beeldhouwer en handelaar, diende tijdens de Eerste Wereldoorlog in het leger. Moeder Paula (geboortenaam Kaufmann) runde enkele jaren een Joodse delicatessenwinkel in Dortmund, die tijdens de Kristallnacht van 1938 vernield werd.
Bloch groeide op met twee zussen, Erna en Helene, en was de eerste in de familie die naar de universiteit ging. Tussen 1927 en 1930 studeerde hij rechten en begon hij te publiceren in de links-liberale General-Anzeiger für Dortmund, destijds de grootste Duitse krant buiten Berlijn. Hij kon aan de slag als advocaat-stagiair in Dortmund, maar na de opkomst van Adolf Hitler in 1933 en de daaropvolgende anti-Joodse maatregelen werd hij ontslagen. Bloch was 24 en zijn juridische carrière in Duitsland was voorbij. Hij veranderde zijn voornaam van Kurt naar Curt en vertrok op 29 april 1933 naar Nederland.

### Nieuw leven in Nederland

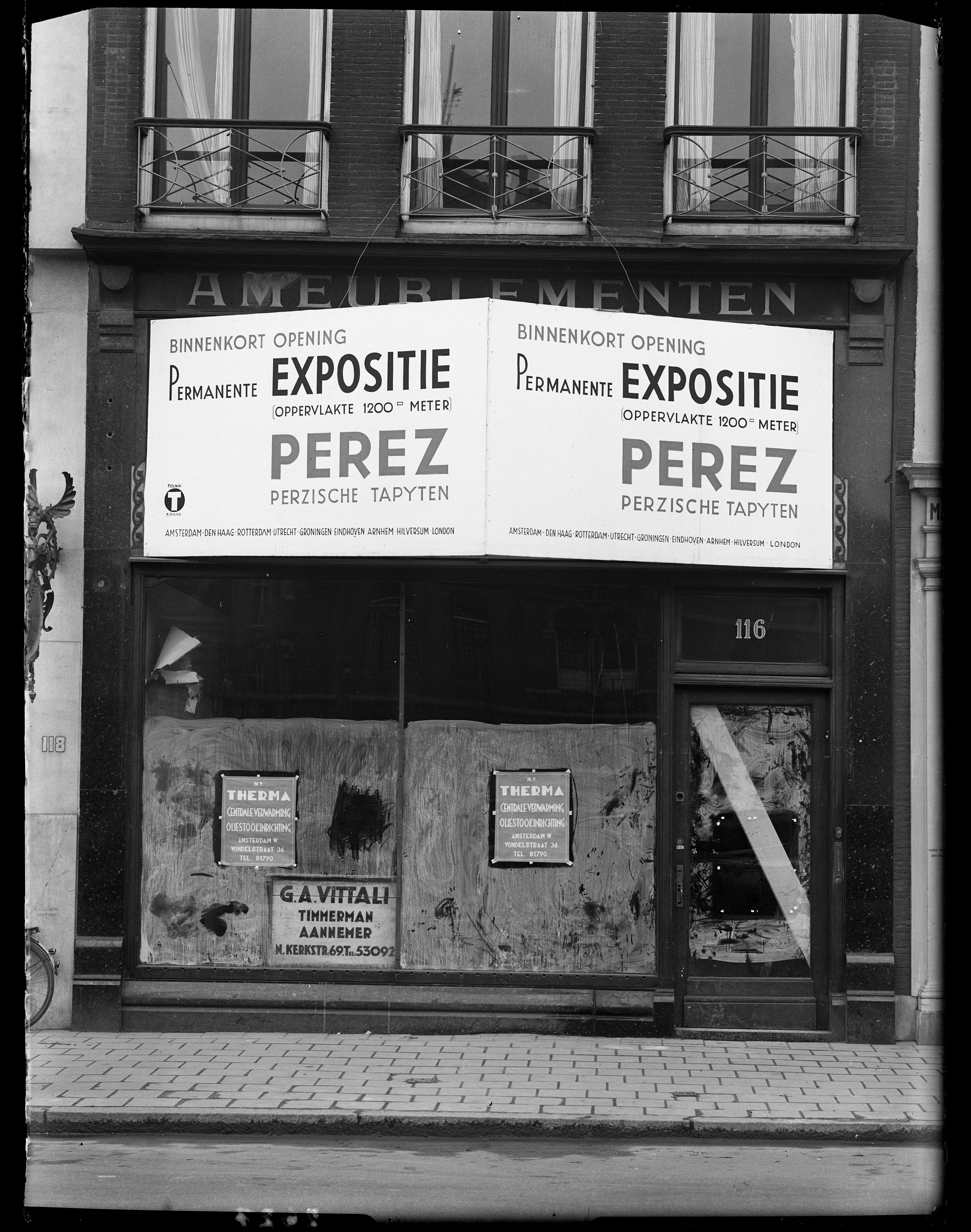
Pand aan het Amsterdamse Rokin waarin de winkel van Perez Perzische tapijten zich zou vestigen rond 1934.

Bloch vestigde zich eerst in Amsterdam, waar hij Nederlands leerde en mocht beginnen bij een importbedrijf. In 1935 trad hij in dienst als verkoper bij het bedrijf Perez Perzische tapijten, dat hem het daaropvolgende jaar naar een vestiging in Den Haag stuurde. Maar in mei 1940 bezette het Duitse leger ook zijn nieuwe thuisland, al snel gevolgd door een Jodenvervolging. Perez plaatste Bloch opnieuw over, ditmaal naar de kleine stad Enschede, vlak bij de Duitse grens. Zijn vader was inmiddels overleden, maar zijn moeder en jongste zus Helene kwamen bij hem wonen in de Kamerlingh Onneslaan 26.
In 1941 werden Nederlandse bedrijven ‘geariseerd’ en moest Bloch Perez verlaten. Hij kon aan de slag bij de lokale Joodse raad, zogenaamd om Joden te adviseren die naar het buitenland wilden emigreren. In november van datzelfde jaar bepaalde het Reichsbürgergesetz dat Duitse Joden die in het buitenland verbleven hun staatsburgerschap verloren, waardoor Bloch stateloos werd.

### In onderduik
In augustus 1942 kreeg Bloch een oproep om in Duitsland te gaan werken, waarna hij, zijn moeder en zus besloten onder te duiken. De Groep Overduin regelde verschillende onderduikadressen: Bloch bracht onder meer twee jaar door op de zolder van het echtpaar Aleida en Bertus Menneken in de Plataanstraat 15 in Enschede en verbleef vanaf december 1944 bij het gezin van Jeronimo en Johanna Hulshof op de Wensinkweg 13 in Borne.
In Enschede zat Bloch ondergedoken samen met textielhandelaar Bruno Löwenberg en diens vriendin, Karola Wolf. In de lente van 1943 werd Wolf elders ondergebracht en begon Bloch haar brieven te schrijven, wat de basis zou vormen voor Het Onderwater Cabaret. Speciaal voor Wolf maakte Bloch elke week ook een tweede tijdschrift, Secret Service, dat bijna uitsluitend uit liefdesgedichten bestond.
Zijn moeder en zus doken onder in Apeldoorn en Leiden, maar werden ontdekt en naar het vernietigingskamp Sobibor gedeporteerd, waar ze beiden in mei 1943 om het leven kwamen. Ook zijn zus Erna en haar man belandden in een concentratiekamp dat ze niet zouden overleven. Bloch ontdekte pas na de oorlog dat hij de enige overlevende van zijn familie was. In Het Onderwater Cabaret richtte hij onder meer de volgende regels aan zijn zus Helene:
 Vecht tegen onrecht en voor vrede,
Mijd alles wat je maar bedreigt, 
En blijf gezond van lijf en leden, 
Houd stand ondanks verraad en krijg. 
En komt de oorlog ooit ten einde, 
dan zoek ik jou tot ik je vind,— Vertaling: Machteld Bouman 

### Bevrijding
Op 3 april 1945 werd Borne bevrijd. Bloch keerde terug naar Amsterdam, waar hij Ruth Kan ontmoette. Zij kwam, net als Bloch, uit Dortmund en had onder meer het concentratiekamp Auschwitz overleefd. Ze trouwden in juli 1946 en kregen een jaar later een zoon, Stephen. Maar het echtpaar Bloch wilde niet langer in Europa blijven en op 20 april 1948 vertrokken ze met hun zoontje aan boord van het schip Nieuw Amsterdam richting de Verenigde Staten.

### Nieuw leven in de Verenigde Staten
Op 27 april 1948 arriveerde de familie in New York. Bloch vond werk in een margarinefabriek en later een vleeswarenfabriek en kreeg in 1953 het Amerikaanse staatsburgerschap. Het jaar daarop ontving hij een vergoeding van de Duitse autoriteiten, in de vorm van een pensioenuitkering met terugwerkende kracht. Hij gebruikte het geld om Continental Antiques Corporation op te richten, een antiekhandel waarvoor hij regelmatig naar Europa reisde.
In 1959 verwelkomde het echtpaar Bloch nog een dochter, Simone. Bloch overleed op 14 februari 1975 aan een leverziekte. Zijn vrouw Ruth woont in 2024 nog steeds in New York.

## Werk
Gedurende de negentien maanden dat hij ondergedoken zat in Enschede en Borne creëerde Bloch een tijdschrift in pocketformaat – 13,5 x 10,5 centimeter groot – in een wekelijkse oplage van één exemplaar. Hij gaf het de naam Het Onderwater Cabaret om zijn mede-onderduikers een hart onder de riem te steken. Dit werk wordt wel vergeleken met het dagboek van Anne Frank: beiden waren Duitse Joden die ondergedoken zaten op een zolder in Nederland. En beiden schreven om zichzelf in leven te houden.
De gastgevers van Bloch voorzagen hem van vulpennen, lijm, kranten en tijdschriften, waarmee hij in totaal 96 nummers maakte. Elke editie bestond uit handgeschreven teksten in het Nederlands en Duits, aangevuld met zelfgemaakte surrealistische collages van uitgeknipte foto's van Adolf Hitler en andere nazi-prominenten. De vijftiental pagina’s naaide Bloch met de hand aan elkaar.
Op 22 augustus 1943 was het eerste nummer klaar. Zijn lezers waren andere onderduikers, zijn gastgevers en hun helpers uit het verzet, in totaal misschien 20 tot 30 personen. Naast politieke commentaren in de vorm van satirische gedichten – over het verloop van de oorlog, de leugens en misdaden van de nazi's en hun collaborateurs en de aanstaande ondergang van de asmogendheden – schreef Bloch ook persoonlijke stukken over zijn eigen situatie in de onderduik, het lot van zijn familie en de toekomst van het Duitse volk.
Op 3 april 1945 – de dag van de bevrijding van Borne – publiceerde Bloch het laatste nummer van Het Onderwater Cabaret. Op de voorpagina prijkte een afbeelding van iemand die een kelderraam opent voor een onderduiker. Bijna twee jaar lang had hij als redacteur, uitgever, illustrator en schrijver een eigen tijdschrift gemaakt, met in totaal 492 gedichten op meer dan 1.700 pagina’s.
Bloch nam alle nummers mee naar New York, waar ze werden bewaard in zijn appartement tot zijn dochter Simone ze in 2023 naar buiten bracht.
 Mijn dichten is als dynamiet,
 Slaat nitroglycerinisch, 
 Een bres in Hitlers hard graniet,
 Satirisch, spottend, cynisch.— Vertaling: Jaap van Vredendaal